# Barokk
A barokk a reneszánsz után következő stílustörténeti korszak, az építészet, a zene, festészet, szobrászat, tánc és más művészetek korstílusa. Kb. 1575-től kb. 1770-ig tartott, de a spanyol és a portugál birodalom területén, beleértve az Ibériai-félszigetet, az új stílusokkal együtt folytatódott a 19. század első évtizedéig.
Közvetlenül a manierizmusból fejlődött ki. A barokk késői ága a copf, illetve a rokokó stílus. A barokkot követő korstílus a klasszicizmus.
A barokk jelentős világnézeti fordulat a reneszánsz után és a filozófiában, irodalomban európai eszmetörténeti korszakként is felfogható. A barokk a teremtés tökéletességének vallásos emberi megfelelője. Innen ered a minden részlet kidolgozására kiterjedő emberi erőfeszítés, amelynek eredménye a barokk stílus.

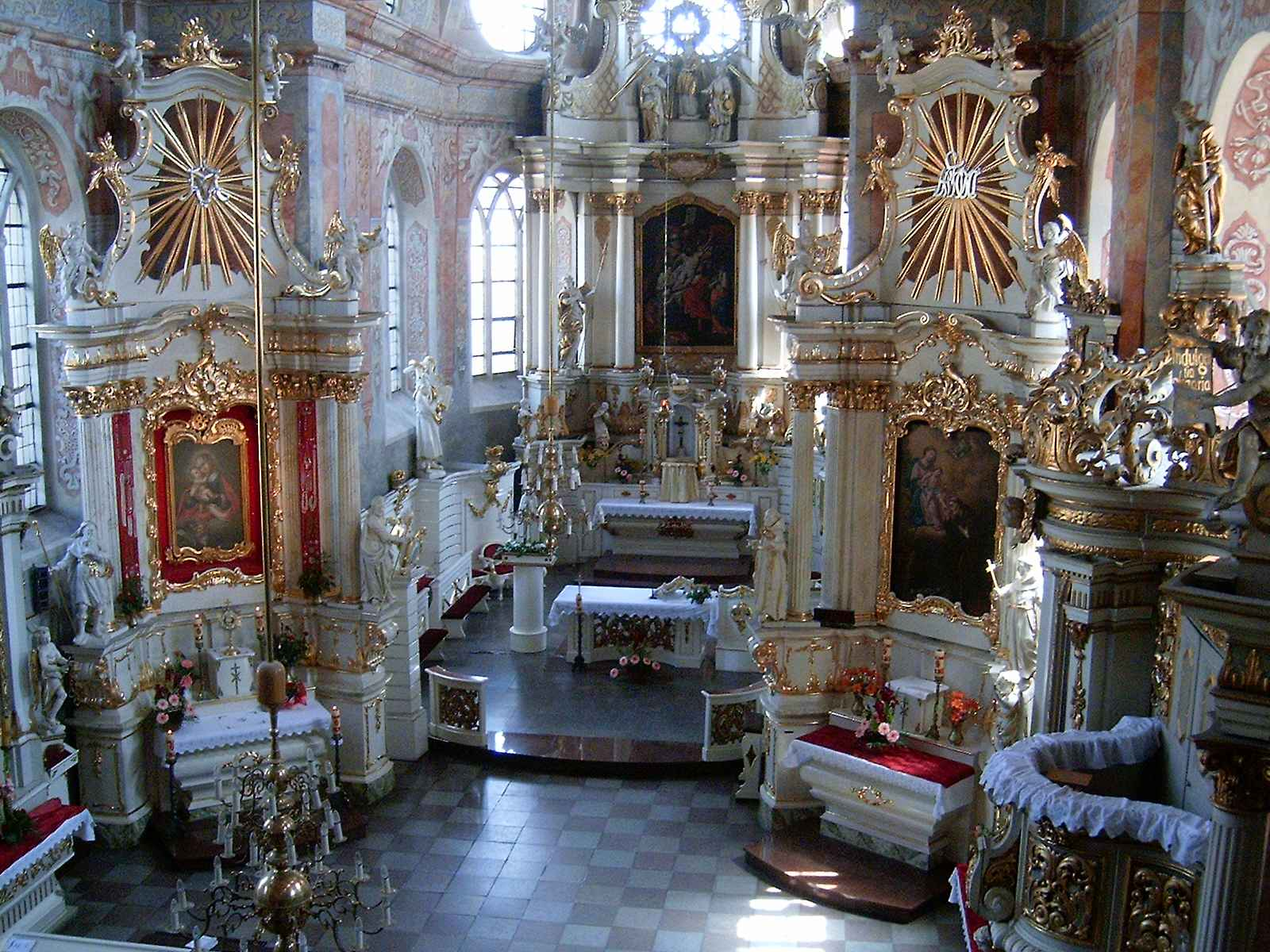
Barokk templombelső (Wschowa)

A barokk meghatározó stílusa volt Magyarországnak a török hódoltság után. A legfontosabb barokk városok Győr és Székesfehérvár, de jelentős barokk műemlékegyüttest találunk Budán, Veszprémben és Egerben is.

## Etimológia
A barokk szó eredete vitatott; nemzetközi elterjedésének forrása a francia baroque (= „excentrikus”, „bizarr”), de a szót egyesek a portugál barocco (= „szabálytalan”, „ferdén kerek”), mások az olasz barocco (a szillogizmus egyik különleges alakzata) alakból származtatják.
Mindegyik a barokk díszítőművészetre jellemző bőséges túldíszítettségre és formai bravúrosságra utal. 

## A barokkról
A barokk kor a humanizmus és a felvilágosodás közötti kor, az ellenreformáció és az abszolutisztikus királyságok kialakításának ideje.
A reneszánsz hozzájárult a reformáció kirobbanásához, míg a reformáció hitvitái mind a katolikus, mind a protestáns vonalon nagy hitbéli ébredési hullámhoz vezetett.
A keresztény ébredés tulajdonképpen annak vélekedésnek széles körű terjedése, hogy a világ hétköznapi bajai szükségszerű kapcsolatban állnak az alapvető bűnnel, a Teremtőtől való elfordultsággal. A reformáció hatására mind a protestáns, mind a katolikus körökben előtérben került az a nézet, mely szerint a hétköznapok bajait is okozó bűntől és következményeitől nem lehet tökéletesen megszabadulni az e-világi életben, és így az emberi erőfeszítés ellenére számukra a Teremtő kegyelmessége jelenti a fő reményt.
Többek szerint ezt hangsúlyozza például Calderón: Az élet álom, illetve Lope de Vega: Kertész kutyája című műve. Gyakoriak még a történelmi példák, például Zrínyi: Szigeti veszedelem.
Egészen a 19. századig nem ismerték el külön irányzatnak. A „rehabilitációt” Heinrich Wölfflin vitte végbe, amikor is barokk műveket (elsősorban képzőművészeti alkotásokat) tanulmányozott. Ő a következő következtetéseket vonta le:
- Míg a reneszánsz alkotások „zártak”, addig a barokk kor alkotásai „nyitottak”
- Az alakzatok egymáshoz képesti elrendezése is más: amíg reneszánsznál egymás mellé rendelés és szimmetria, addig a barokknál alá-fölé rendelés figyelhető meg
- A reneszánsz egy nézőpontot alkalmazott, a barokk többet (nézőpontváltás)
- A reneszánsz alkotások felületi alkotások, a barokkban a mélység-magasság figyelhető meg
- A reneszánsz művek statikusak, ellentétben a barokk mozgalmasságával.

Ezen eltérésekre hivatkozva mondta ki Wölfflin, hogy a barokk igenis autonóm korstílus.

### Korszakai
Egyes történészek a barokkot három vagy négy korszakra osztják: 
- korai barokk (kb. 1575–1630/1650),
- érett barokk (kb. 1630/1650–1680/1700)
- késő barokk (kb. 1680/1700–1730/1750)
- rokokó (kb. 1730–1760/70)

Időnként a késő barokkot és a rokokót egyenlővé teszik, máskor önálló korszaknak tekintik.

### Az ellenreformáció korstílusa

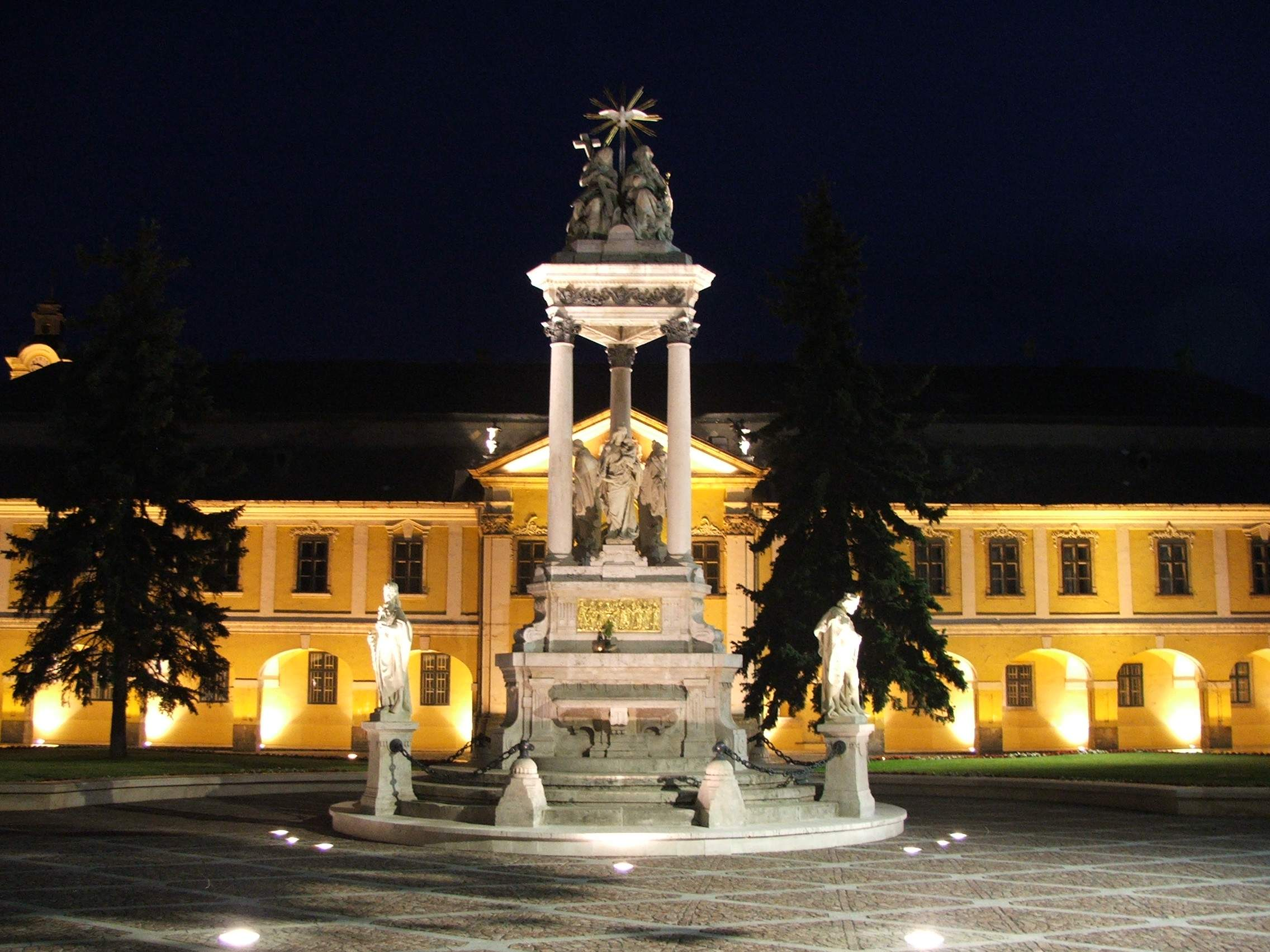
Szentháromság szobor (Esztergom)

A barokk eszmei háttere egyértelműen a sok támadást és kritikát átélt katolikus egyház által indított ellenreformáció (az egyház hivatalos szóhasználatában a katolikus megújulás) volt. A barokkot mégsem lehet kizárólagosan a katolikus egyházzal összekötni, ezt az is mutatja, hogy a zenei barokkot 1750-ig, Johann Sebastian Bach haláláig számoljuk. Bach protestáns volt, közelebbről lutheránus, és a zenetörténet talán legnagyobb befolyású zeneköltőjét sokszor nevezik az ötödik evangélistának is, mert egyházi művei olyan erővel közvetítik az evangéliumot.
A római katolikus egyház fő célja a barokk alatt a reformáció következtében elvesztett hívek visszaszerzése, illetve a hívek hitükben való megerősítése volt. Ezt többféle eszközzel próbálta meg elérni: néha már-már mértéktelennek tűnő túlzásokkal a művészetben (a barokk templomok pompája és bonyolult díszítése, monumentális zenei és irodalmi művek, valamint festmények), illetve az egyházi fegyelem megszilárdításával, a teológiai képzés fejlesztésével és támogatásával. Mivel az egyházi zűrzavart gyakran a világi hatalmak is kihasználták, sok esetben politikai vagy pénzügyi ráhatással sikerült visszaszerezni a magas rangú híveket.
Teológiai és hatalmi szempontból jelentős volt a Loyolai Szent Ignác alapította jezsuita rend. A hatalmas műveltségű, szigorú szabályzatnak engedelmeskedő tagjai (például Richelieu, Mazarin, Pázmány Péter) fontos állami és egyházi tisztségeket láttak el, ezzel is erősítve a római katolikus egyház hatalmát és befolyását. A jezsuiták emellett a gyarmatokon is fontos tevékenységet végeztek misszionáriusokként. Jelentős részben nekik köszönhető, hogy Latin-Amerikában ma is uralkodó vallás a római katolicizmus.

## A barokk stílusjegyei

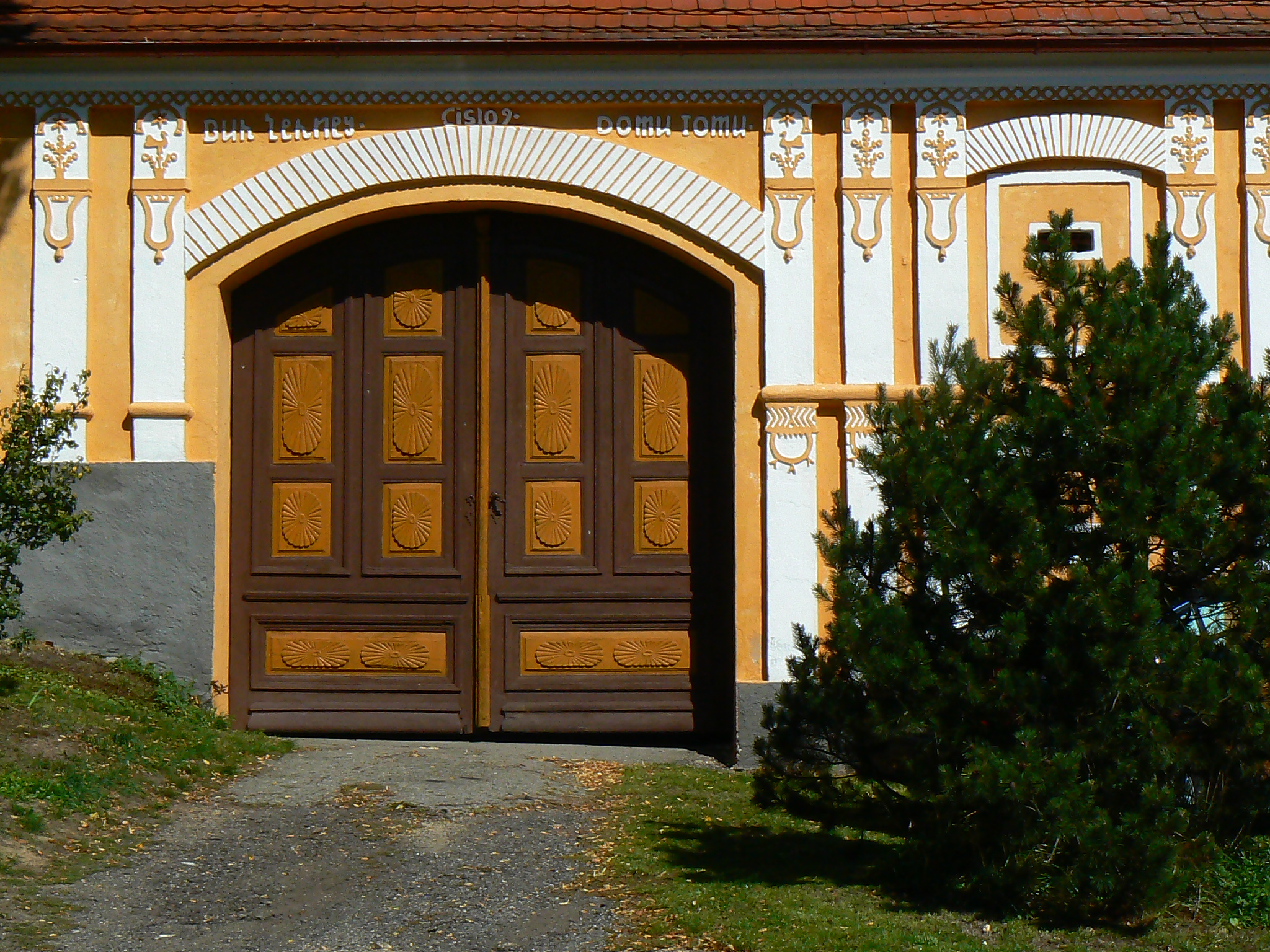
Vidéki ház barokk kapuja (Záluží)

Bár szintúgy Itáliából indult, a barokk a reneszánsznak szinte pont az ellenkezője volt, hiszen míg a reneszánszra a kiegyensúlyozott, emberléptékű harmónia volt a jellemző, addig a barokk igyekezett ettől eltávolodni. Stílusjegyei azonban a reneszánszból származnak, azok továbbfejlesztései. Másfelől erős túlzás lenne azt mondani, hogy a barokk eltávolodott a kiegyensúlyozott, emberléptékű harmóniától. Reneszánsztól is inkább a részletek kidolgozottságában lépett tovább. Innen származik az, hogy a tökéletesre, a nagyon kidolgozottra angolul is és magyarul is azt mondjuk, hogy barokk.
Főbb stílusjegyei:
- mozgalmasság, dinamizmus
- monumentalizmus
- heroizmus
- patetizmus
- conceto (meglepetés), az illúzió valóságként való beállítása
- dekorativitás
- titokzatosság
- misztika
- komplexitás, bonyolultság
- erős kontrasztok
- látványosság
- bonyolult, túldíszített formák

### Az építészetben

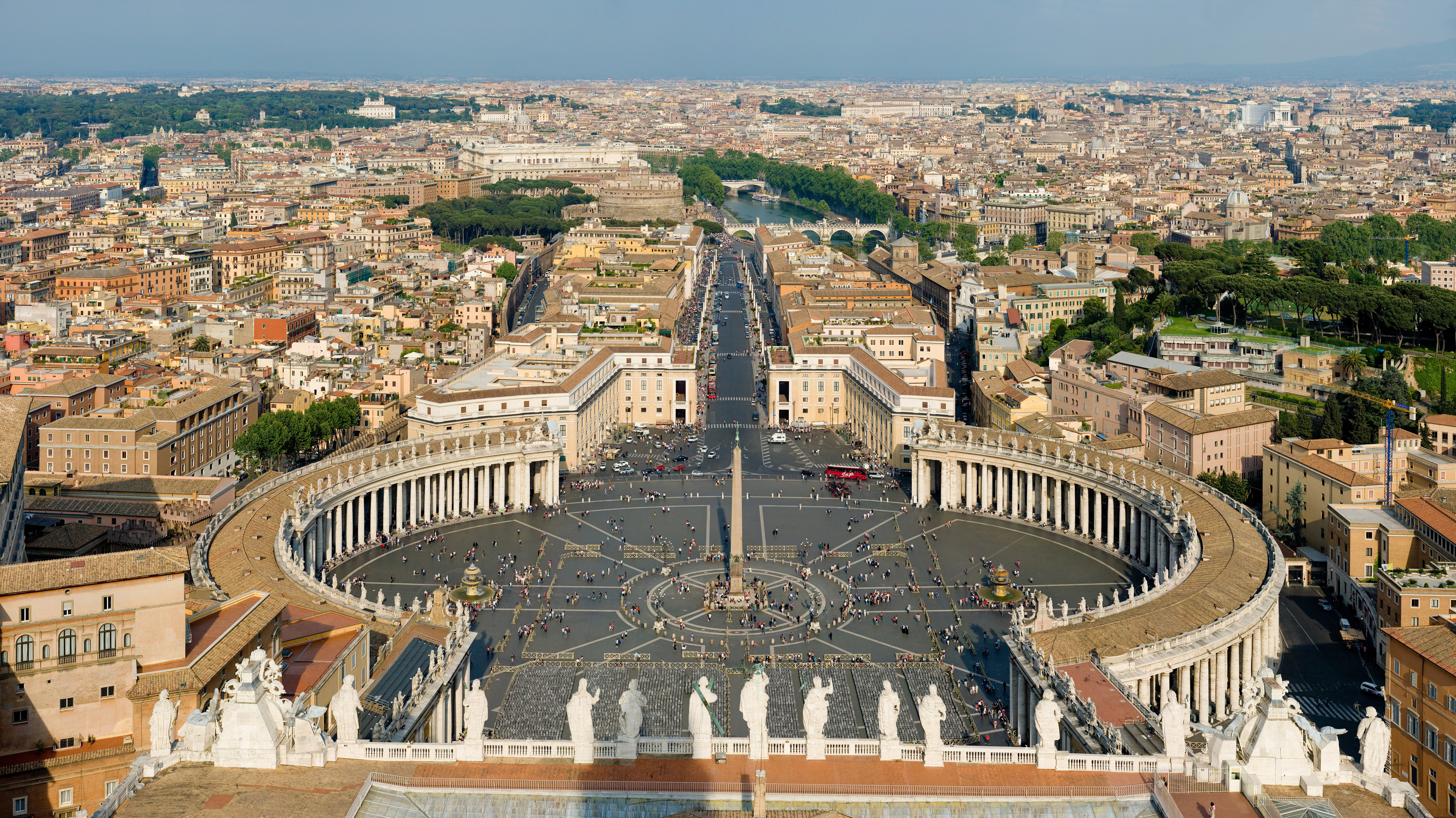
Szent Péter-tér

A barokk építészet legfőbb alkotásai egyértelműen a templomok: ezek a monumentális építmények rendkívüli díszítettségükkel, aranyozásaikkal, márványdíszeikkel az egyszerű hívőket voltak hivatottak elkápráztatni és ráébreszteni a római katolikus Anyaszentegyház hatalmára és nagyságára.
A barokk építészet egyik alapmotívuma a csigavonal volt, amely elsőként a Vignola által tervezett jezsuita Il Gesù templomban (Róma) vált uralkodóvá. Az addigi geometrikus formák helyett bonyolultabb, hajlított alakzatok jönnek létre, mind az alaprajzok, mind a homlokzatok, mind az épületbelsők kialakításánál, így is transzcendenssé, mozgalmassá téve az építményeket.
A barokk építészek gyakran éltek az illúziókeltés módszereivel: díszítményeikkel, festményeikkel sokszor megnövelték a teret. Ilyen megoldás például a templomok homlokzatának volutája, ami a tornyot köti össze hullámvonalban a főhajó teljes szélességével, hogy úgy tűnjön, mögötte is tart az épület.
A világi épületek (paloták) esetében gyakran találkozhatunk mennyezetre festett kupolabelsővel, noha toronnyal nem; ugyanilyen szerepet töltenek be a különböző kastélyok tükörtermei, mivel bizonytalanná teszik az embert.

### A szobrászatban

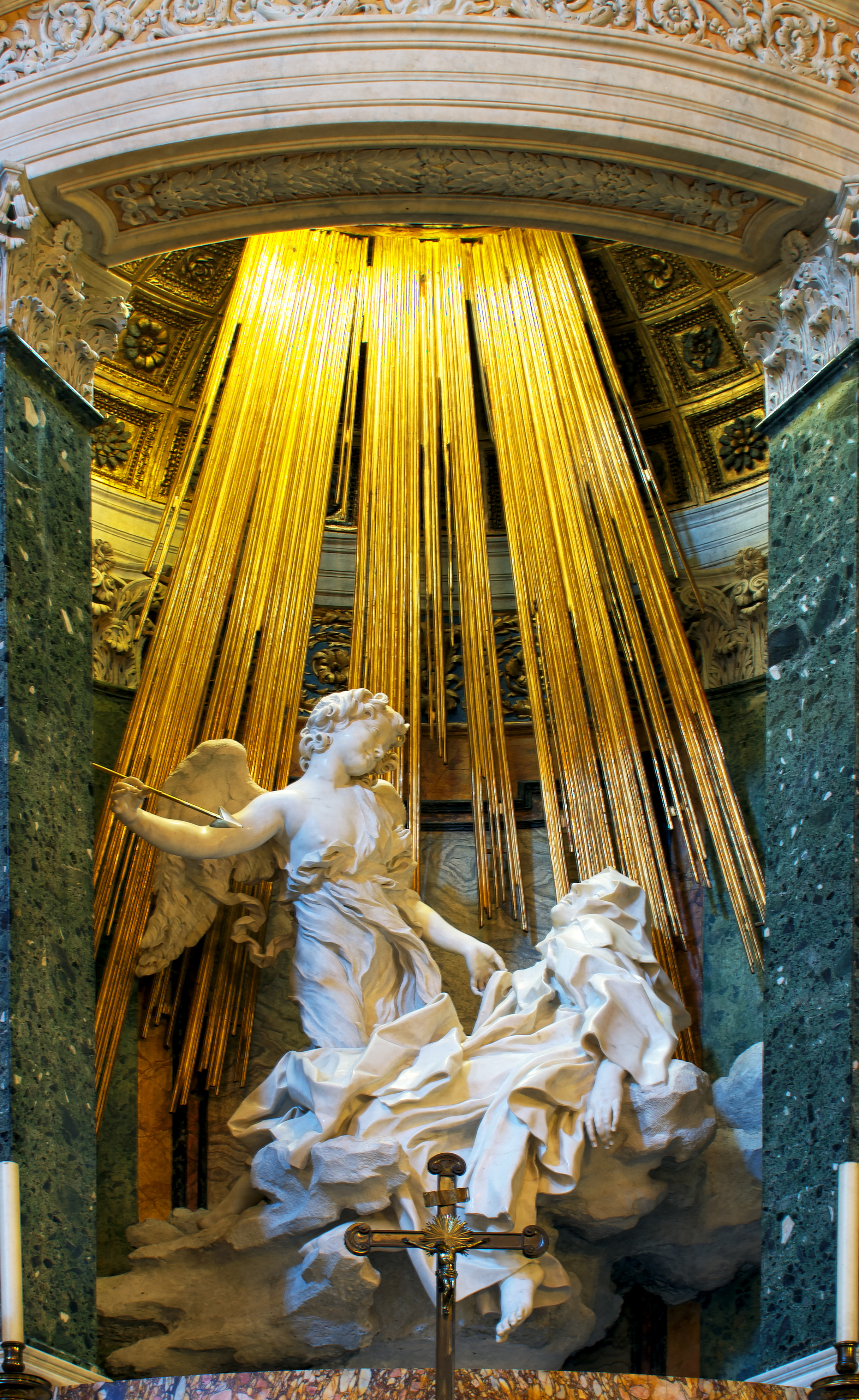
Bernini: Szent Teréz extázisa

A reneszánsz racionalizmusával, békés kiegyensúlyozottságával, emberléptékűségével szemben a barokk idején szélsőséges, patetikus, nem egyszer földöntúli emberi érzelmek hangsúlyos ábrázolása válik jellemzővé. A barokk szobrok mozgalmasak, diszharmonikusak, gyakran kihasználják a fény-árnyék hatások nyújtotta illúziókeltési lehetőségeket.

## A barokk szobrászat megszületése Itáliában
A kor szobrászai tisztában voltak azzal, hogy a plasztika komoly antik hagyományokra támaszkodik. A szobrászok örökösöknek érezték magukat, így a műveiket mindig ehhez az antik hagyományhoz mérték. A 15. századi ásatások során olyan híres szobrok kerülnek elő (Laokoón-csoport: 1506-ban, Belvederei Apolló: 1493-ban, Antinous: 1543), ezek a nagy elődökkel való kapcsolatot fokozták, és mind a közönség, mind a művészek körében egyaránt csodálattal viseltettek. A restaurálások alkalmával szerzett tapasztalatok a klasszikus stílus hatását csak növelték a művészek munkáin. Az ókori alkotások restaurálása és megmunkálása az ásatások utáni időszakban ugyanis állandó megbízáshoz juttatta, szerény megélhetéshez segítette a 17. századi szobrászokat. Ez a tradíció nemcsak a fejlődést hozta el bizonyos területeken, hanem gátló hatását is érezni lehetett. Konzerválta a mintázási elveket, és a művészi eszményeket kevésbé hagyta kibontakozni. Ezért a korszak kezdetét meghatározó szobrászatot kissé egyhangú, lélektelen klasszicizáló felfogás jellemezte.
Mind az építészetben, mind a szobrászatban kiemelkedő alkotó volt a nápolyi születésű Giovanni Lorenzo Bernini. Mecénása, Maffeo Barberini bíboros később VIII. Urbán néven elnyerte a pápai tiarát, és pártfogoltja az újjáépülő Vatikánban kapott munkát. Bernini talán leghíresebb épületegyüttese a római Szent Péter-bazilika kolonádja (itt is megjelenik az illúziókeltés szándéka: a kettős oszlopsor bizonyos pontokról szemlélve egyesnek tűnik), de szintén ő tervezte Szent Péter trónusát és a főoltár feletti baldachint. Legismertebb szobra a Szent Teréz extázisa címet viseli, ám azt kevesen tudják, hogy ez egy szoborcsoport része. Az istenélményt már-már testi kéjként ábrázoló szobrot egy titkos ablakból érkező fény világítja meg, és teszi még csodálatosabbá.

### A festészetben
A barokk festészet az időben lejátszódó cselekményt, a történést akarta bemutatni, még akkor is, ha portrészerűen csak egyetlen alakot, tárgyat, tájat ábrázolt. A térben szabadon áramló, lendületes vonalvezetést kedvelte. Megmozgatta a formát s ennek érdekében előszeretettel aknázta ki a fény és az árnyék festői ellentétét. A korabeli festők a legjelentősebb megbízásokat főúri (nem egyszer királyi) megrendelőktől és a megújuló katolikus egyháztól kapták. Elvárás volt, hogy a festmény a képzeletet megragadó, látványos elemekkel fokozza a hatást, ami eléggé meghatározta a témát és az alkotó módszereit. A festők (a többi művészeti ág alkotóihoz hasonlóan) gyakran folyamodtak az illuzionisztikus megformálás eszközeihez.

Peter Paul Rubens: Phaeton bukása; olajfestmény

A festészet fő témái bibliai és mitológiai jelenetek, gazdagon díszített főúri portrék, csendéletek (újdonság a festészetben), táj- és zsánerképek.
Jellemzői: 
- gazdag, élénk színvilág
- fény-árnyék hatások maximális kifejező erejének felhasználása
- mozgásban való ábrázolás, dinamizmus
- perspektíva-játékok
- kidolgozott részletek (például ruhák redőzete, mellékalakok, háttér, fénysugarak)
- érzelmek eltúlzott, patetikus ábrázolása (fontosak az arckifejezések)
- pompa és színpadiasság, az alakok eltúlzott pózai
- alakok és alakcsoportok bonyolult összefonódása[6]

A barokk festészet elsősorban Itáliában (Caravaggio), Spanyolországban (Velázquez, El Greco, Murillo), a Németalföldön és Flandriában (Vermeer, Rubens, Rembrandt) ért el nagy jelentőséget, bár egész Európában éreztette hatását. A legismertebb barokk stílusú magyar festő Mányoki Ádám, II. Rákóczi Ferenc portréjának megalkotója.

### A zenében

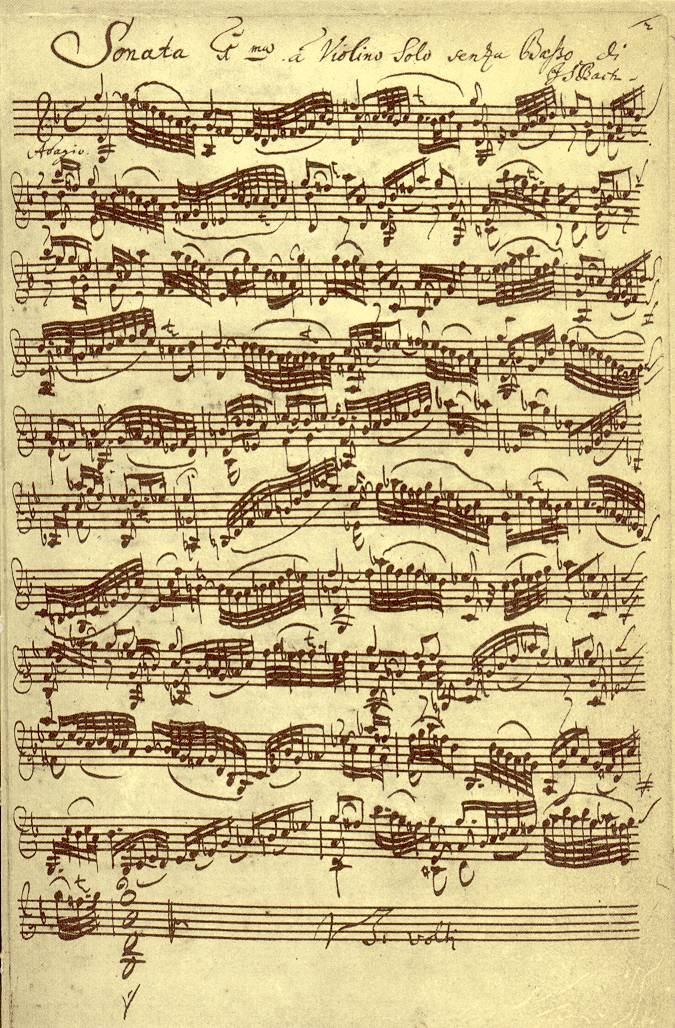
Johann Sebastian Bach BWV 1001-es számot viselő hegedű-szólószonátájának kézirata

A zenei barokkot kb. 1608-tól, az első opera (szerzője: Claudio Monteverdi) megszületésétől 1750-ig, Johann Sebastian Bach haláláig számoljuk. Ez volt az a kor, ahol az ember teljes mértékben hitt a zene boldogító hatásában.
Míg a reneszánszban a hangszeres zenét csak vokális művek, vagy táncok kíséretére használták, addig a barokkban már kialakult a hangszereket a középpontba állító zene. Megjelent a hangszerelés: a zeneszerző pontosan leírta, hogy melyik szólamot melyik hangszer játssza. Így alakult ki a zenekar (a barokkban nagyrészt ez a vonószenekarral volt megegyező), ahol egy szólamot többen játszanak, illetve itt szeparálódtak a magas- és mélyvonós hangszerek kezdetben 5, majd 4 szólamba (első és második hegedű, brácsa, gordonka, az 5. meg a második brácsa, vagy a tenorbrácsa volt).
A barokk zene meghatározó része a folyamatos vagy más néven generálbasszus, szakszóval Basso Continuo (röviden continuo). A continuo szólamban – a nevéből adódóan – mély hangfekvésű (mély hangfekvést is tudó) hangszerek – mint a csembaló, az orgona, a lant vagy a fagott – foglaltak helyet. Szintén a neve jelzi, hogy folyamatosan jelen volt, nagyon ritkák voltak az olyan pillanatok, amikor nem szerepelt. A késői barokkban a continuót próbálták kiiktatni a zenéből, és végül is ennek köszönhetően alakulhatott ki a következő stílus.
Kedvelt volt még a szekvencia, ami az takarja, hogy egy rövid zenei motívum többször ismétlődik, egy hanggal feljebb vagy lejjebb.
A barokk kor elején Firenzében a művészetpártoló Camerata Társulata az énekes zenében új mozgalmat indított el, ennek lényege az volt, hogy a vokális darabok az érzelem ábrázolására törekedjenek, minél érthetőbb szöveggel. Ezzel a szöveg- és érzelemcentrikus gondolattal az opera létrejöttét segítették. Mintának a görög drámák hangszerrel kísért részeit, a monódiát választották. Ebből alakult ki később a recitativo és a bel canto (szép éneklés) műfaja, és ezeknek a zárt áriákkal való találkozásából az oratórium, opera és kantáta.
Ez a jelenség más területekre is hatott, így a hangszeres zenére is: ez idő tájban alakult ki a versenymű, vagyis a concerto. Itt a szólóhangszer felelget (koncertál), versenyez a zenekarral. Ez az alapja a concerto grossónak is; itt egy hangszercsoport versenyez a zenekarral.
A barokk a vonós hangszerekre írt művek virágkora. Ekkorra fejlődtek ki a vonós hangszerek, amelyek kisebb-nagyobb változtatásokat leszámítva teljesen megegyeznek a mai változatokkal. A fafúvós zene is jelen van (főleg oboára, blockflötére (furulyára), fagottra és trombitára írtak darabokat).

### Az irodalomban
A barokk irodalom a katolikus megújulás jegyében született, noha nagy műveket alkottak egyes protestáns szerzők is. Az irányzat uralkodó műfaja a korban non plus ultrának tekintett eposz. Tasso A megszabadított Jeruzsálem című, keresztes hadjáratok idején játszódó műve monumentális alkotás, az egész kereszténység hőskölteménye. Szintén vallásos témában alkotta meg két, víziókkal telt eposzát az (Elveszett paradicsom, A megtalált paradicsom) a protestáns John Milton, Oliver Cromwell titkára. Ezekben az alkotásokban tetőzik a barokk heroizmus, a kozmikus mitológia, a végletekig fokozott vallásosság. Az eposzok hősei többnyire Krisztus bajnokai (athleta Christi).
A barokk dráma is jelentős volt, elsősorban a „katolikus királyok" (például a fanatikus hívő II. Fülöp) Spanyolországában, ahol a barokk építészet és szobrászat is hatalmas jelentőségre tett szert. Lope de Vega vagy Calderón patetikus, mozgalmas műveiben mindig a katolikus lovagi erények és a becsület győz.
A regény továbbra is virágzó műfaj maradt: egyfelől a követhetetlenül bonyolult cselekményű, fantasztikus közegben játszódó lovagregények (például az Amadis-regény), másfelől a talpraesett, alvilági csavargók történeteit feldolgozó pikareszk regények voltak kelendőek. Ezek a történetek még mindig egymástól független, általában variálható elhelyezkedésű epizódokból állnak, ám a főszereplő személye már összefogja az egyes kalandokat.
A lovagregények és pikareszkek – már a korban is jelentkező – hátránya az volt, hogy egy idő után nem lehetett tovább fokozni az izgalmakat, az alkotók nem tudtak az előző művektől sokban eltérni, így unalmassá, népszerűtlenné válhattak. Ennek tanúbizonysága a világirodalom egyik legjelentősebb alkotása, a lovagregény-paródia Don Quijote, Miguel de Cervantes műve. Nemcsak a barokkos illúziókeltés, vagy a kíméletlen kritikai szemlélet miatt fontos mű a kétrészes regény, hanem azért is, mert a hős jelleme változik, fejlődik, ami a lovagregények esetében nem figyelhető meg.
A barokk költészet nem képviselt nagy jelentőséget. Nyelvezete patetikus, fennkölt, hasonlóan a versekben foglalt érzelmekhez. Legfőbb képviselője a spanyol Góngora, de a nagy dráma- és eposzköltők is alkottak lírai műveket.
Érdekes szegmense a barokk irodalomnak a Magyarországon is jellemző hitvitázó témájú műalkotások sorozata. Ezek révén tovább terjedt és fejlődött a nemzeti nyelvhasználat, sőt a népszerű hitvitázók gyakran emeltek népi fordulatokat beszédeikbe, hogy elnyerjék a hallgatóság tetszését.

## A barokk neves művészei az egyes művészeti ágakban

### Szobrászat
- Giovanni Lorenzo Bernini
- Egid Quirin Asam
- Cosmas Damian Asam
- Pierre Puget
- Ungleich Fülöp
- Georg Raphael Donner

### Festészet
- Caravaggio
- Anthony van Dyck
- Frans Hals
- Mányoki Ádám
- Bartolomé Esteban Murillo
- Rembrandt
- Guido Reni
- Peter Paul Rubens
- Diego Velázquez
- Jan Vermeer van Delft
- Franz Anton Maulbertsch

### Zene
- Tomaso Albinoni
- Johann Sebastian Bach
- Arcangelo Corelli
- Georg Friedrich Händel
- Claudio Monteverdi
- Johann Pachelbel
- Giovanni Battista Pergolesi
- Henry Purcell
- Domenico Scarlatti
- Heinrich Schütz
- Georg Philipp Telemann
- Antonio Vivaldi

(Lásd még: Barokk zeneszerzők listája)